# Роберт Герлі (плавець)
Роберт Герлі (англ. Robert Hurley; нар. 26 вересня 1988) — австралійський плавець.
Призер Чемпіонату світу з водних видів спорту 2009 року.
Чемпіон світу з плавання на короткій воді 2008, 2012 років, призер 2016 року.